# Kurwa (przystanek kolejowy)
Kurwa (kod stacji: KURV) – przystanek kolejowy znajdujący się we wsi Kurwa w dystrykcie Dumka w indyjskim stanie Jharkhand na odcinku Dźasidih – Rampurhat. Znajduje się ona w okręgu Howrah Wschodniej Strefy Kolejowej Kolei Indyjskich, na wysokości 162 m n.p.m.
Przystanek znajduje się przy jednotorowej linii o szerokości 1676 mm, która biegnie od węzła Dźasidih w dystrykcie Deoghar w Santhal Pargana w stanie Dźharkhand do Rampurhat w Birbhum w Bengalu Zachodnim.
Przystanek zapewnia połączenie kolejowe z pobliskimi miejscowościami Ramidinda, Chajerbani, Rampur, Andipur, Guhiadźori.

## Historia
Dworzec kolejowy we wsi został oddany do użytku w 2014 roku. Odcinek 64 km z Dumki do Rampurhat został oddany do użytku 30 czerwca 2014.

## Zdjęcia

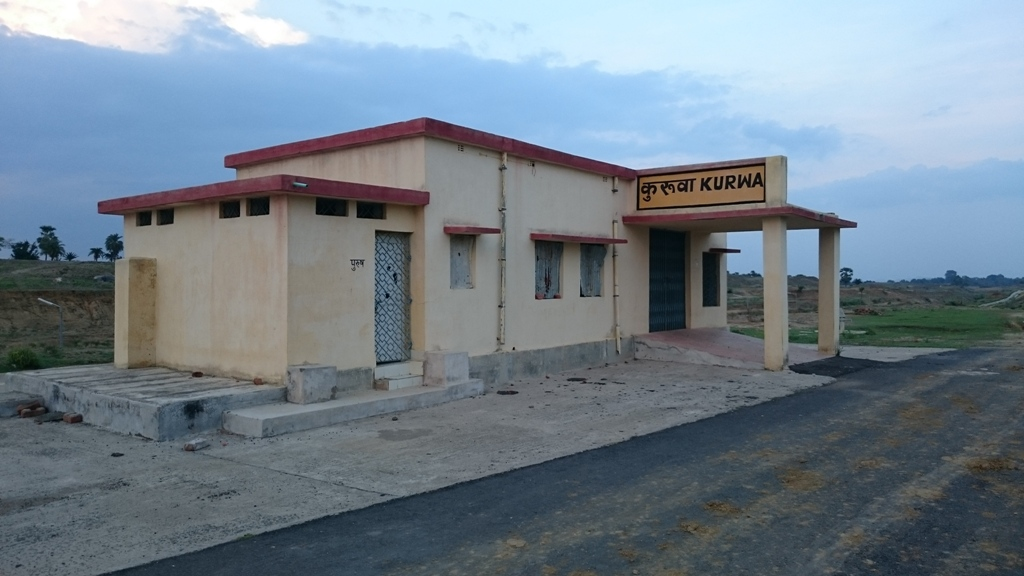
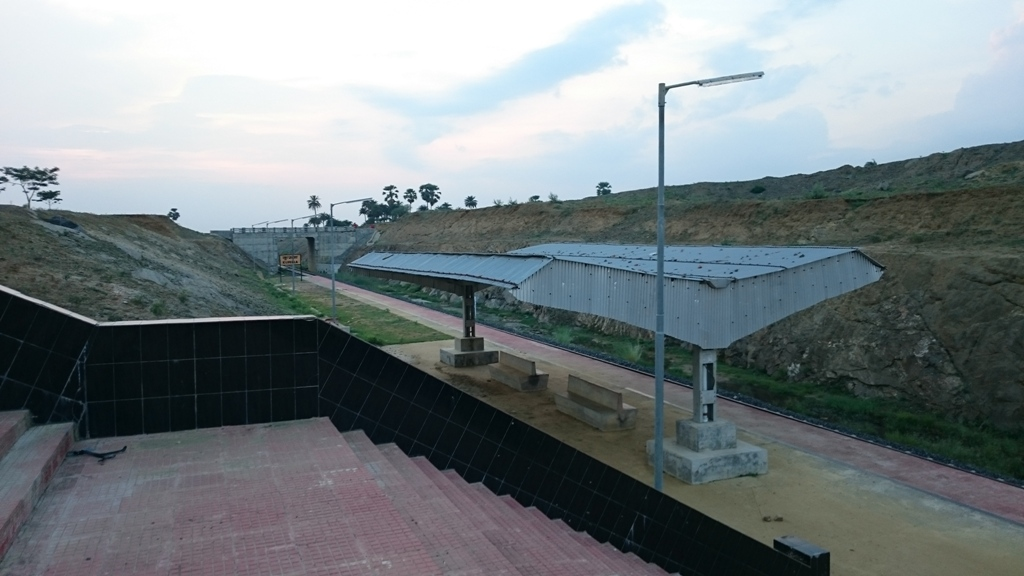
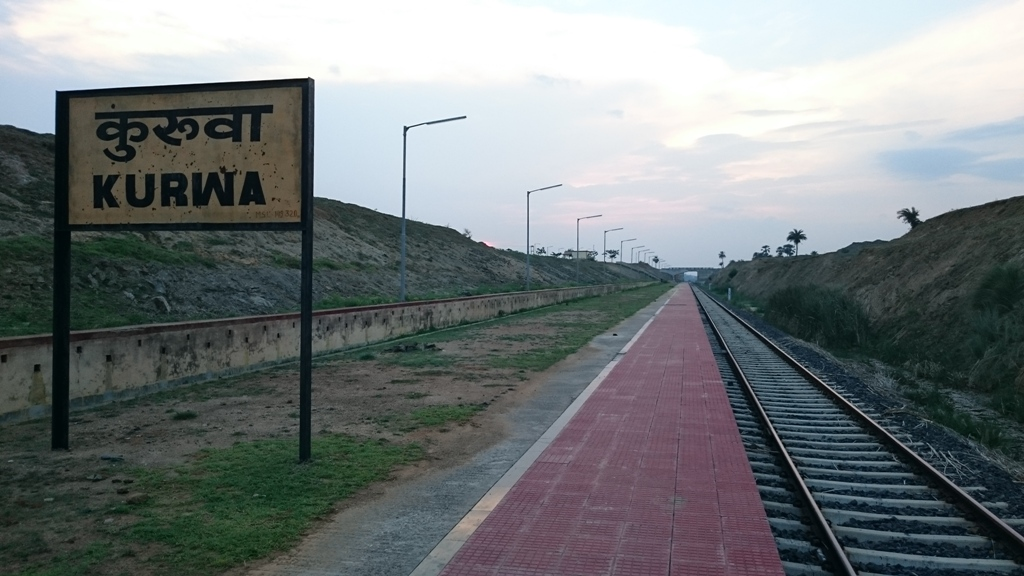
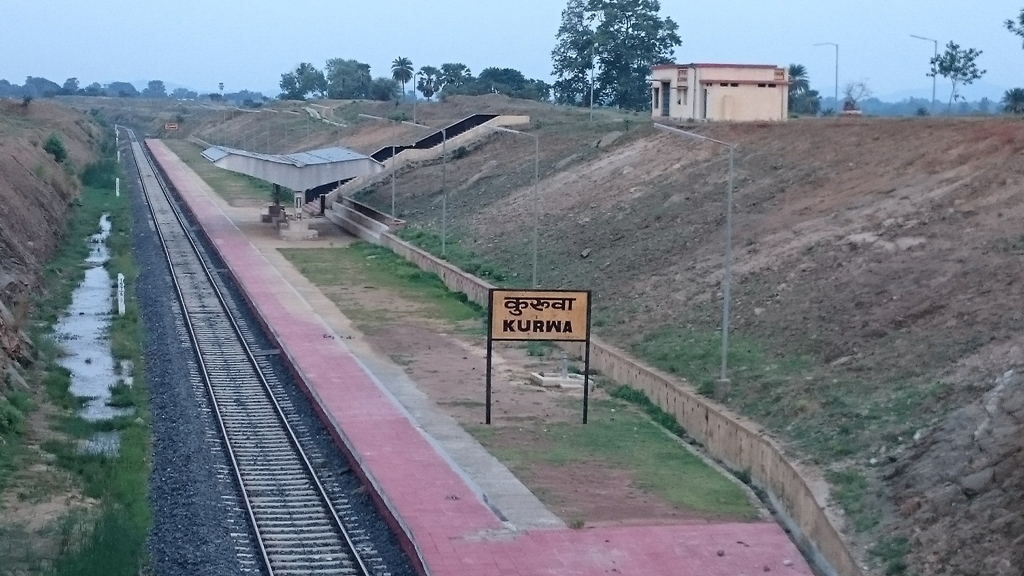